# Rock-a-Bye Bear
Rock-a-Bye Bear est un cartoon réalisé en 1952 par Tex Avery mettant en scène Spike le bouledogue.

## Synopsis
Le directeur d'une fourrière canine reçoit un appel d'un client voulant recruter un chien. Les captifs se calfeutrent tous de terreur dans un coin de leur cellule. Un petit chien sadique pique les fesses de Spike, un bouledogue tout aussi apeuré qu'eux, pour le forcer à se mettre en avant. Il est effectivement engagé comme chien de garde par un ours nommé Joe Bear. Mais, à l'inverse de leurs craintes, dans d'excellentes conditions. Ce fait suscite aussitôt la jalousie du petit chien déçu, qui prend note de l'adresse puis s'évade en creusant une galerie... jusqu'au domicile de l'ours, en montagne enneigée.
Il frappe à la porte alors que Spike arrive et qu'il découvre que son patron (Joe l'ours) est un ours colérique et hurleur mais ne supportant pas le moindre bruit, car il veut hiberner tranquillement dans sa caverne (située derrière un rideau dans sa grande maison !). Lorsque spike répond poliment à son patron, ou bien qu'il siffle d'admiration devant une photo de pin-up, Joe menace de le renvoyer. Tout cela intéresse beaucoup le petit chien. Le travail de Spike est de veiller à ce qu'il n'y ait aucun bruit aux alentours. Dès lors, le petit chien décide de lui mener la vie dure. D'abord, il lui pique les fesses. Le bouledogue se réfugie sur une colline très éloignée pour crier sa douleur (gag particulièrement récurrent dans ce cartoon). Lorsqu'il revient, l'infortuné se fait écraser le pied droit par un marteau et doit remonter aussi vite sur la colline pour pouvoir hurler. Le bouledogue furieux revient armé d'un gourdin, mais il se fait frapper sur la tête, dans le ventre et sur le pied par son adversaire qui le lui a pris des mains (de nouveau, gag de répétition de la colline) ; le petit chien enchaîne en lui envoyant des couverts et une poivrière sur le nez. Spike, les bras et les jambes encombrés d'objets, parvient à éternuer loin sur la colline en se déplaçant sur les fesses. Il se fait immobiliser ensuite par son rival dans une table coulissante et le petit chien lui fourre un bâton de dynamite allumé dans la bouche. Il réussit néanmoins à le faire exploser sur la colline en étirant sa langue à l'infini (un gag typique de Tex Avery). Le bout de la langue revient et se transforme en main et le giffle pour l'avoir laissé explosé. Il se fait chatouiller, puis se brûle la main avec la poignée de la porte chauffée au rouge, puis il se retrouve gazé par une moufette et enfin gavé par le petit chien comme avec un bébé, ce qui lui vaudra à chaque fois un « voyage » forcé sur la colline. Le petit chien sadique finit par faire exploser la maison de Joe avec de la dynamite... mais cela ne  réveille pas l'ours. C'est seulement quand le petit chien siffle devant le poster de la pin-up qu'il se lève, hurle et court après lui pour le frapper avec un gourdin.

## Fiche technique
Source IMDb
- Titre original : Rock-a-Bye Bear
- Réalisation : Tex Avery
- Scénario : Heck Allen et Rich Hogan
- Production : Fred Quimby (coproducteurs : Tex Avery et William Hanna)
- Société de production : Metro-Goldwyn-Mayer
- Société de distribution : 
  - États-Unis et Canada : Metro-Goldwyn-Mayer (MGM) (1952, au cinéma)
- Musique : Scott Bradley
- Direction de la photographie : Jack Stevens (non crédité)
- Montage : Jim Faris (non crédité)
- Pays de production : États-Unis
- Langue : anglais
- Format : couleur (Technicolor) – 35 mm – 1,37:1 – son mono (Western Electric Sound System) – procédé cinématographique : sphérique
- Genre : court métrage de dessin animé comique
- Durée : 7 minutes
- Date de sortie : 
  - États-Unis : 12 juillet 1952

### Animation
Animateurs :
- Michael Lah
- Grant Simmons
- Walt Clinton

Absents au générique :
- Irven Spence : animateur supplétif
- Ed Benedict : décors et maquettiste
- Gene Hazelton : conception de personnages et maquettiste
- John Didrik Johnsen : décors

## Distribution
Voix originales américaines : 
(Aucune personne ne figure au générique) 
- Tex Avery : Spike le bouledogue
- William Hanna : cri de Spike
- Pat McGeehan : l'ours Joe Bear et le propriétaire de la fourrière pour chiens
- Bill Thompson : cri de dégoût de Spike après la rencontre avec la moufette (« piouh »)

Voix françaises :